# Liste der Universitäten in Ägypten
Dies ist eine Liste der Universitäten in Ägypten. Das Land hat 17 staatlich anerkannte Universitäten und zahlreiche private Universitäten.

## Staatliche Universitäten
- Ain-Shams-Universität (Kairo)
- Universität Alexandria (Alexandria)
- al-Azhar-Universität (Kairo)
- al-Fayyum-Universität (Kairo, gegr. 2005)
- al-Minya-Universität (Kairo)
- Universität Assiut (Assiut)
- Bani-Suwayf Universität (Kairo, gegr. 2005)
- Universität Benha (Banha, gegr. 2005)
- Helwan-Universität (Kairo)
- Universität Kairo (Kairo)
- Universität Port Said (Port Said)
- Mansoura-Universität
- Minufiya-Universität (Schibin al-Kaum)
- South Valley University (Quina)
- Sueskanal-Universität (Sues)
- Universität Tanta (Tanta)
- Universität Zagazig (Zagazig)

## Private Universitäten
- American University in Cairo
- British University in Egypt
- Dar Comboni Institute for Arabic Studies
- Egyptian Russian University
- European Universities in Egypt (mit der University of Central Lancashire, mehreren University-of-London Colleges und der University of East London)
- German University in Cairo
- Heliopolis University
- Nil-Universität
- Université Française d’Égypte